# Dziarjînskaia hara
Dziarjînskaia hara (în belarusă Дзяржынская гара, cu alfabet Łacinka: Dziaržynskaja hara) reprezintă punctul de altitudine maximă din Belarus, vârful măsurând 345 metri. Dealul se găsește la vest de capitala Minsk, în direcția orașului Dzerjinsk, în apropierea satului Skirmantava⁠(d). Inițial, dealul era cunoscut sub numele de Sviataia hara (în belarusă Святая гара) – „Muntele Sfânt”, dar în anul 1958 dealul a fost redenumit Dziarjînskaia hara, în onoarea lui Felix Edmundovici Dzerjinski, fondatorul și primul conducător al poliției politice bolșevice, CEKA.